# Llista de topònims de Calders
Llista de topònims (noms propis de lloc) del municipi de Calders, al Moianès
Informació actualitzada per un bot. Els canvis manuals es perdran quan s'actualitzi!

## barraca de vinya
| imatge | Nom                                           | Ubicat a | instància de     | Detalls                     | coordenades                                                                | Protecció                                  | Commons (més fotos)                            | Dades a WD                    |
| ------ | --------------------------------------------- | -------- | ---------------- | --------------------------- | -------------------------------------------------------------------------- | ------------------------------------------ | ---------------------------------------------- | ----------------------------- |
|        | Barraca al camí de Trullàs                    | Calders  | barraca de vinya | Estil: arquitectura popular |                                                                            | bé cultural d'interès local                |                                                | Modifica les dades a Wikidata |
|        | Barraca al camí de Vilaterçana                | Calders  | barraca de vinya | Estil: arquitectura popular |                                                                            | bé cultural d'interès local                | Barraca al camí de Vilaterçana (Calders)       | Modifica les dades a Wikidata |
|        | Barraca de la Soleia                          | Calders  | barraca de vinya | Estil: arquitectura popular |                                                                            | bé integrant del patrimoni cultural català | Barraca de la Soleia (Calders)                 | Modifica les dades a Wikidata |
|        | Barraca de vinya al camí de la Grossa         | Calders  | barraca de vinya | Estil: arquitectura popular |                                                                            | bé cultural d'interès local                | Barraca de vinya al camí de la Grossa          | Modifica les dades a Wikidata |
|        | Barraca de vinya del Campà                    | Calders  | barraca de vinya | Estil: arquitectura popular |                                                                            | bé cultural d'interès local                |                                                | Modifica les dades a Wikidata |
|        | barraca a la carretera B-431 km 40,1          | Calders  | barraca de vinya | Estil: arquitectura popular | 41° 46′ 37″ N, 1° 58′ 08″ E / 41.776919444444°N,1.9690055555556°E 465 msnm | bé cultural d'interès local                | Barraca a la carretera B-431 km 40,1 (Calders) | Modifica les dades a Wikidata |
|        | barraca a la carretera N-141 km 19,8          | Calders  | barraca de vinya | Estil: arquitectura popular | 41° 47′ 59″ N, 2° 00′ 55″ E / 41.799633333333°N,2.0151722222222°E 592 msnm | bé cultural d'interès local                | Barraca a la carretera N-141 km 19,8 (Calders) | Modifica les dades a Wikidata |
|        | barraca al camí de Torrecabota a les Quingles | Calders  | barraca de vinya | Estil: arquitectura popular | 41° 46′ 53″ N, 1° 57′ 21″ E / 41.781413888889°N,1.9558361111111°E          | bé cultural d'interès local                |                                                | Modifica les dades a Wikidata |
|        | barraca al terme de les Quingles              | Calders  | barraca de vinya | Estil: arquitectura popular | 41° 46′ 20″ N, 1° 56′ 49″ E / 41.772094444444°N,1.9468388888889°E          | bé cultural d'interès local                |                                                | Modifica les dades a Wikidata |
|        | barraca de la Deu                             | Calders  | barraca de vinya |                             | 41° 45′ 49″ N, 1° 55′ 55″ E / 41.7636289592592°N,1.93189635956133°E        |                                            |                                                | Modifica les dades a Wikidata |
|        | barraca de vinya a la carretera N-141 km 12,7 | Calders  | barraca de vinya | Estil: arquitectura popular | 41° 47′ 33″ N, 1° 58′ 51″ E / 41.792633333333°N,1.9809694444444°E 393 msnm | bé cultural d'interès local                |                                                | Modifica les dades a Wikidata |
|        | barraques de Calders                          | Calders  | barraca de vinya |                             | 41° 47′ 59″ N, 2° 00′ 55″ E / 41.799633°N,2.015174°E                       |                                            | Barraques de Calders                           | Modifica les dades a Wikidata |

## casa
| imatge | Nom              | Ubicat a | instància de | Detalls                                  | coordenades                                                                   | Protecció                                  | Commons (més fotos)        | Dades a WD                    |
| ------ | ---------------- | -------- | ------------ | ---------------------------------------- | ----------------------------------------------------------------------------- | ------------------------------------------ | -------------------------- | ----------------------------- |
|        | Cal Gubianes     | Calders  | casa         | Estil: arquitectura popular 17th century | 41° 47′ 24″ N, 1° 59′ 40″ E / 41.790005°N,1.994467°E ca:C. Raval, 25 551 msnm | bé integrant del patrimoni cultural català | Cal Gubianes (Calders)     | Modifica les dades a Wikidata |
|        | Cal Pere Moliner | Calders  | casa         | Estil: arquitectura popular 17th century | 41° 47′ 21″ N, 1° 59′ 12″ E / 41.789098°N,1.986586°E ca:C. Manresa 532 msnm   | bé integrant del patrimoni cultural català | Cal Pere Moliner (Calders) | Modifica les dades a Wikidata |

## collada
| imatge | Nom                 | Ubicat a                     | instància de | Detalls | coordenades                                                         | Protecció | Commons (més fotos) | Dades a WD                    |
| ------ | ------------------- | ---------------------------- | ------------ | ------- | ------------------------------------------------------------------- | --------- | ------------------- | ----------------------------- |
|        | Coll de les Abrines | Calders                      | collada      |         | 41° 46′ 09″ N, 2° 00′ 03″ E / 41.7692°N,2.00083°E 550 msnm          |           | Coll de les Abrines | Modifica les dades a Wikidata |
|        | Collet del Benet    | Calders Monistrol de Calders | collada      |         | 41° 45′ 41″ N, 1° 59′ 39″ E / 41.76148056°N,1.99414722°E 524.1 msnm |           |                     | Modifica les dades a Wikidata |

## curs d'aigua
| imatge | Nom                           | Ubicat a                               | instància de | Detalls                             | coordenades                                                                                               | Protecció | Commons (més fotos)    | Dades a WD                    |
| ------ | ----------------------------- | -------------------------------------- | ------------ | ----------------------------------- | --- | --------- | ---------------------- | ----------------------------- |
|        | riu Calders                   | Monistrol de Calders Calders Navarcles | curs d'aigua | Desemboca: Llobregat Llarg: 10km    | 41° 45′ 46″ N, 2° 00′ 44″ E / 41.762641°N,2.012304°E 41° 45′ 20″ N, 1° 53′ 51″ E / 41.755629°N,1.897466°E |           | Riu Calders            | Modifica les dades a Wikidata |
|        | torrent de Bellveí            | Calders Monistrol de Calders           | curs d'aigua | Desemboca: riu Calders Llarg: 2.6km | 41° 45′ 16″ N, 2° 00′ 09″ E / 41.754366°N,2.00253°E 41° 45′ 57″ N, 1° 58′ 48″ E / 41.765932°N,1.980079°E  |           | Torrent de Bellveí     | Modifica les dades a Wikidata |
|        | torrent de Vilaterçana        | Calders Monistrol de Calders           | curs d'aigua | Desemboca: la Golarda Llarg: 1.2km  | 41° 47′ 31″ N, 2° 01′ 31″ E / 41.791973°N,2.025222°E 41° 46′ 19″ N, 2° 01′ 04″ E / 41.771973°N,2.017795°E |           | Torrent de Vilaterçana | Modifica les dades a Wikidata |
|        | torrent de la Baga de Bellveí | Calders                                | curs d'aigua | Desemboca: riu Calders Llarg: 1.6km | 41° 46′ 06″ N, 1° 59′ 21″ E / 41.7682°N,1.98927°E                                                         |           |                        | Modifica les dades a Wikidata |
|        | torrent del Vilar             | Calders                                | curs d'aigua | Desemboca: riu Calders Llarg: 1.6km | 41° 46′ 37″ N, 2° 00′ 20″ E / 41.7769°N,2.00553°E                                                         |           |                        | Modifica les dades a Wikidata |

## edifici
| imatge | Nom                | Ubicat a | instància de | Detalls                     | coordenades                                                                                      | Protecció                   | Commons (més fotos) | Dades a WD                    |
| ------ | ------------------ | -------- | ------------ | --------------------------- | ------------------------------------------------------------------------------------------------ | --------------------------- | ------------------- | ----------------------------- |
|        | Fàbrica de Calders | Calders  | edifici      | 20th century                | 41° 47′ 14″ N, 1° 59′ 27″ E / 41.787299°N,1.990826°E ca:Ctra. N-141 km 17 - ctra. B-431 535 msnm | bé cultural d'interès local |                     | Modifica les dades a Wikidata |
|        | Pinsos Ponsa       | Calders  | edifici      |                             | 41° 46′ 37″ N, 2° 00′ 11″ E / 41.7769°N,2.00317°E 410 msnm                                       |                             | Pinsos Ponsa        | Modifica les dades a Wikidata |
|        | la Presó           | Calders  | edifici      | Estil: arquitectura popular | 41° 47′ 21″ N, 1° 59′ 29″ E / 41.7893°N,1.99142°E                                                | bé cultural d'interès local | La Presó (Calders)  | Modifica les dades a Wikidata |

## entitat singular de població
| imatge | Nom                      | Ubicat a | instància de                                   | Detalls  | coordenades                                                                | Protecció | Commons (més fotos)      | Dades a WD                    |
| ------ | ------------------------ | -------- | ---------------------------------------------- | -------- | -------------------------------------------------------------------------- | --------- | ------------------------ | ----------------------------- |
|        | Calders                  | Calders  | entitat singular de població capital municipal | 1030 hab | 41° 47′ 20″ N, 1° 59′ 12″ E / 41.788888888889°N,1.9866666666667°E 553 msnm |           |                          | Modifica les dades a Wikidata |
|        | Viladecavalls de Calders | Calders  | entitat singular de població                   | 84 hab   | 41° 45′ 32″ N, 1° 56′ 08″ E / 41.75890833°N,1.93562806°E 287.3 msnm        |           | Viladecavalls de Calders | Modifica les dades a Wikidata |

## església
| imatge | Nom                                              | Ubicat a      | instància de          | Detalls                                                       | coordenades                                                                          | Protecció                                  | Commons (més fotos)                         | Dades a WD                    |
| ------ | ------------------------------------------------ | ------------- | --------------------- | ------------------------------------------------------------- | ------------------------------------------------------------------------------------ | ------------------------------------------ | ------------------------------------------- | ----------------------------- |
|        | Sant Amanç de Calders                            | Calders       | església              | Estil: arquitectura popular                                   | 41° 47′ 14″ N, 2° 00′ 45″ E / 41.7871°N,2.01263°E                                    | bé cultural d'interès local                | Sant Amanç de Calders                       | Modifica les dades a Wikidata |
|        | Sant Andreu de Calders                           | Calders       | església              | Estil: arquitectura romànica                                  | 41° 46′ 08″ N, 1° 59′ 22″ E / 41.7689°N,1.98955°E 383.2 msnm                         | bé integrant del patrimoni cultural català | Sant Andreu de Calders                      | Modifica les dades a Wikidata |
|        | Sant Antolí de Cal Reguant                       | Calders       | església              |                                                               | 41° 47′ 36″ N, 1° 59′ 16″ E / 41.79320278°N,1.98790833°E 525 msnm                    |                                            |                                             | Modifica les dades a Wikidata |
|        | Sant Pere de Viladecavalls                       | Calders       | església              | Estil: arquitectura popular                                   | 41° 45′ 22″ N, 1° 56′ 32″ E / 41.7562°N,1.9423°E 367.3 msnm                          | bé cultural d'interès local                | Sant Pere de Viladecavalls (església vella) | Modifica les dades a Wikidata |
|        | Sant Pere de Viladecavalls (església nova)       | Calders       | església              | Estil: historicisme arquitectònic 1944                        | 41° 45′ 37″ N, 1° 56′ 13″ E / 41.76021667°N,1.93704722°E                             | bé cultural d'interès local                | Sant Pere de Viladecavalls (església nova)  | Modifica les dades a Wikidata |
|        | Sant Salvador del Canadell                       | Calders       | església              | Estil: arquitectura romànica                                  | 41° 46′ 15″ N, 1° 56′ 48″ E / 41.77079444°N,1.94670833°E 403.8 msnm                  | bé cultural d'interès local                | Sant Salvador del Canadell                  | Modifica les dades a Wikidata |
|        | Sant Vicenç de Calders                           | Calders       | església              | Estil: arquitectura romànica                                  | 41° 47′ 21″ N, 1° 59′ 31″ E / 41.7892°N,1.99196°E 553.2 msnm                         | bé cultural d'interès local                | Església de Sant Vicenç de Calders          | Modifica les dades a Wikidata |
|        | Santa Maria del Castell de Calders               | Calders       | església              |                                                               | 41° 46′ 08″ N, 1° 59′ 24″ E / 41.76880917°N,1.99000278°E                             |                                            |                                             | Modifica les dades a Wikidata |
|        | capella de la Immaculada Concepció de les Tàpies | Calders       | església              |                                                               | 41° 46′ 32″ N, 1° 55′ 49″ E / 41.7756°N,1.93035°E ca:Mas les Tàpies 353.2 msnm       |                                            |                                             | Modifica les dades a Wikidata |
|        | el Sagrat Cor de Jesús de la Colònia Jorba       | Colònia Jorba | església Ús: en desús | Estil: arquitectura barroca arquitectura popular 18th century | 41° 45′ 31″ N, 1° 56′ 03″ E / 41.7587°N,1.93422°E 280 msnm                           |                                            |                                             | Modifica les dades a Wikidata |
|        | la Mare de Déu dels Dolors de la Grossa          | Calders       | església              |                                                               | 41° 47′ 51″ N, 2° 02′ 04″ E / 41.79761667°N,2.03436028°E ca:masia la Grossa 672 msnm |                                            | La Mare de Déu dels Dolors de la Grossa     | Modifica les dades a Wikidata |

## font
| imatge | Nom                | Ubicat a | instància de | Detalls            | coordenades                                                   | Protecció                                  | Commons (més fotos) | Dades a WD                    |
| ------ | ------------------ | -------- | ------------ | ------------------ | ------------------------------------------------------------- | ------------------------------------------ | ------------------- | ----------------------------- |
|        | font de l'Avi      | Calders  | font         | Estil: noucentisme | 41° 45′ 35″ N, 1° 56′ 06″ E / 41.7597°N,1.93512°E             | bé integrant del patrimoni cultural català | Font de l'Avi       | Modifica les dades a Wikidata |
|        | font de les Tàpies | Calders  | font         |                    | 41° 46′ 43″ N, 1° 56′ 06″ E / 41.7785°N,1.93501306°E 310 msnm |                                            | Font de les Tàpies  | Modifica les dades a Wikidata |

## indret
| imatge | Nom                 | Ubicat a                     | instància de | Detalls | coordenades                                                     | Protecció | Commons (més fotos) | Dades a WD                    |
| ------ | ------------------- | ---------------------------- | ------------ | ------- | --------------------------------------------------------------- | --------- | ------------------- | ----------------------------- |
|        | El Vilar            | Monistrol de Calders Calders | indret       |         | 41° 46′ 42″ N, 2° 00′ 08″ E / 41.778413°N,2.002285°E 525 msnm   |           | El Vilar (Calders)  | Modifica les dades a Wikidata |
|        | Fondos de Mas Pujol | Calders                      | indret       |         | 41° 45′ 32″ N, 1° 59′ 20″ E / 41.758875°N,1.98891667°E          |           |                     | Modifica les dades a Wikidata |
|        | Pla de Puntogaina   | Calders                      | indret       |         | 41° 47′ 22″ N, 2° 01′ 59″ E / 41.789325°N,2.033075°E 642.9 msnm |           |                     | Modifica les dades a Wikidata |

## masia
| imatge | Nom                  | Ubicat a | instància de | Detalls                                          | coordenades | Protecció                                  | Commons (més fotos)    | Dades a WD                    |
| ------ | -------------------- | -------- | ------------ | ------------------------------------------------ | --- | ------------------------------------------ | ---------------------- | ----------------------------- |
|        | Bellveí              | Calders  | masia        |                                                  | 41° 45′ 58″ N, 1° 58′ 52″ E / 41.766°N,1.981173°E 367.9 msnm                                                                |                                            |                        | Modifica les dades a Wikidata |
|        | Cal Reguant          | Calders  | masia        |                                                  | 41° 47′ 34″ N, 1° 59′ 17″ E / 41.7927°N,1.98812°E 528 msnm                                                                  |                                            |                        | Modifica les dades a Wikidata |
|        | Cal Vilaró           | Calders  | masia        |                                                  | 41° 47′ 19″ N, 1° 59′ 10″ E / 41.788725°N,1.98607528°E 542 msnm                                                             |                                            |                        | Modifica les dades a Wikidata |
|        | Can Serra            | Calders  | masia        | Estil: arquitectura popular 18th century         | 41° 47′ 19″ N, 1° 59′ 26″ E / 41.78861°N,1.990616°E ca:C. Manresa, 46 551 msnm                                              | bé cultural d'interès local                | Can Serra (Calders)    | Modifica les dades a Wikidata |
|        | Casa Gran de Bellveí | Calders  | masia        | Estil: arquitectura popular                      | 41° 45′ 55″ N, 1° 59′ 06″ E / 41.7653°N,1.98504°E ca:Seguint el camí de Malniu cap al sud 407 msnm                          | bé integrant del patrimoni cultural català | Casa Gran de Bellveí   | Modifica les dades a Wikidata |
|        | Comelles             | Calders  | masia        | Estil: arquitectura popular                      | 41° 46′ 15″ N, 1° 58′ 50″ E / 41.77083889°N,1.98068611°E                                                                    | bé integrant del patrimoni cultural català | Comelles (Calders)     | Modifica les dades a Wikidata |
|        | Malniu               | Calders  | masia        |                                                  | 41° 46′ 30″ N, 1° 59′ 27″ E / 41.7751°N,1.99074°E 402.3 msnm                                                                |                                            | Malniu (Calders)       | Modifica les dades a Wikidata |
|        | Mas Serramalera      | Calders  | masia        | Estat: ruïnós                                    | 41° 46′ 02″ N, 1° 57′ 29″ E / 41.76728917°N,1.95805833°E Sant Andreu de Calders 406 msnm                                    |                                            |                        | Modifica les dades a Wikidata |
|        | Mont-ros             | Calders  | masia        |                                                  | 41° 46′ 39″ N, 1° 57′ 36″ E / 41.77736667°N,1.95989444°E 439 msnm                                                           |                                            |                        | Modifica les dades a Wikidata |
|        | Puigmartí            | Calders  | masia        |                                                  | 41° 45′ 05″ N, 1° 56′ 20″ E / 41.7515242887089°N,1.93876047418276°E                                                         |                                            |                        | Modifica les dades a Wikidata |
|        | Reixac               | Calders  | masia        |                                                  | 41° 47′ 35″ N, 2° 00′ 51″ E / 41.793041°N,2.01423°E ca:Camí que surt del km 18 de la ctra. Manresa-Moià                     | bé integrant del patrimoni cultural català | Reixac (Calders)       | Modifica les dades a Wikidata |
|        | Rubió de l'Alzina    | Calders  | masia        |                                                  | 41° 45′ 50″ N, 1° 58′ 09″ E / 41.7638°N,1.96913°E 377.1 msnm                                                                |                                            |                        | Modifica les dades a Wikidata |
|        | Sant Amanç           | Calders  | masia        |                                                  | 41° 47′ 12″ N, 2° 00′ 44″ E / 41.78655556°N,2.01217778°E 595.8 msnm                                                         |                                            | Sant Amanç (Calders)   | Modifica les dades a Wikidata |
|        | Torrecabota          | Calders  | masia        |                                                  | 41° 47′ 05″ N, 1° 57′ 36″ E / 41.78462361°N,1.95999444°E 436.2 msnm                                                         |                                            | Torrecabota (Calders)  | Modifica les dades a Wikidata |
|        | Trullars             | Calders  | masia        |                                                  | 41° 47′ 41″ N, 2° 00′ 17″ E / 41.7948°N,2.00465°E 575.5 msnm                                                                |                                            |                        | Modifica les dades a Wikidata |
|        | Vilaterçana          | Calders  | masia        | Estil: arquitectura popular                      | 41° 47′ 52″ N, 2° 01′ 55″ E / 41.7977°N,2.03189°E ca:Camí que surt del km 21 de la ctra. Manresa-Moià                       | bé integrant del patrimoni cultural català | Vilaterçana            | Modifica les dades a Wikidata |
|        | el Canadell          | Calders  | masia        | Estil: arquitectura popular                      | 41° 46′ 17″ N, 1° 56′ 34″ E / 41.771311°N,1.942771°E ca:Accés des de la ctra. de Manresa a Moià, km 11,8                    | bé integrant del patrimoni cultural català | El Canadell (Calders)  | Modifica les dades a Wikidata |
|        | el Galobard          | Calders  | masia        |                                                  | 41° 45′ 49″ N, 1° 54′ 32″ E / 41.76369444°N,1.908825°E 281.8 msnm                                                           |                                            |                        | Modifica les dades a Wikidata |
|        | el Llucià            | Calders  | masia        |                                                  | 41° 45′ 21″ N, 1° 56′ 35″ E / 41.75594167°N,1.94316389°E 363.4 msnm                                                         |                                            | El Llucià (Calders)    | Modifica les dades a Wikidata |
|        | el Manganell         | Calders  | masia        | Estil: modernisme català arquitectura modernista | 41° 45′ 44″ N, 1° 56′ 08″ E / 41.7622°N,1.93559°E                                                                           | bé integrant del patrimoni cultural català | El Manganell (Calders) | Modifica les dades a Wikidata |
|        | el Puig              | Calders  | masia        |                                                  | 41° 47′ 21″ N, 1° 59′ 25″ E / 41.789223288263°N,1.99031002317023°E                                                          |                                            |                        | Modifica les dades a Wikidata |
|        | el Soler             | Calders  | masia        |                                                  | 41° 45′ 17″ N, 1° 56′ 09″ E / 41.754664°N,1.935963°E 353 msnm                                                               |                                            | El Soler (Calders)     | Modifica les dades a Wikidata |
|        | el Vintró            | Calders  | masia        |                                                  | 41° 45′ 12″ N, 1° 58′ 05″ E / 41.7533°N,1.96799°E 514 msnm                                                                  |                                            |                        | Modifica les dades a Wikidata |
|        | l'Angle              | Calders  | masia        | Estil: arquitectura popular                      | 41° 45′ 22″ N, 1° 55′ 32″ E / 41.756237°N,1.925662°E ca:L'Angle                                                             | bé integrant del patrimoni cultural català | L'Angle (Calders)      | Modifica les dades a Wikidata |
|        | l'Erola              | Calders  | masia        | Estil: arquitectura popular                      | 41° 47′ 13″ N, 1° 59′ 24″ E / 41.787°N,1.9901°E ca:Camí que surt del km 38,8 de la ctra. de Monistrol de Calders 540 msnm   | bé integrant del patrimoni cultural català | L'Erola (Calders)      | Modifica les dades a Wikidata |
|        | l'Estrada            | Calders  | masia        |                                                  | 41° 45′ 06″ N, 1° 56′ 55″ E / 41.75180333°N,1.94871944°E 411 msnm                                                           |                                            | L'Estrada (Calders)    | Modifica les dades a Wikidata |
|        | l'Oller              | Calders  | masia        |                                                  | 41° 46′ 05″ N, 1° 55′ 20″ E / 41.768185560105°N,1.92215994844236°E                                                          |                                            |                        | Modifica les dades a Wikidata |
|        | la Bastona           | Calders  | masia        |                                                  | 41° 48′ 01″ N, 2° 02′ 00″ E / 41.800266838095°N,2.03337340224769°E                                                          |                                            |                        | Modifica les dades a Wikidata |
|        | la Calzina           | Calders  | masia        |                                                  | 41° 47′ 45″ N, 2° 00′ 49″ E / 41.79589444°N,2.01349444°E 596 msnm                                                           |                                            |                        | Modifica les dades a Wikidata |
|        | la Domènega          | Calders  | masia        |                                                  | 41° 47′ 02″ N, 1° 58′ 33″ E / 41.7839°N,1.97586°E ca:urb. La Guàrdia. Camí que surt del carrer de la Pica d'Estats 493 msnm |                                            |                        | Modifica les dades a Wikidata |
|        | la Grossa            | Calders  | masia        | Estil: arquitectura popular                      | 41° 47′ 52″ N, 2° 02′ 02″ E / 41.7978°N,2.03379°E 678.1 msnm                                                                | bé integrant del patrimoni cultural català | La Grossa (Calders)    | Modifica les dades a Wikidata |
|        | la Guàrdia           | Calders  | masia        | Estil: arquitectura popular                      | 41° 47′ 04″ N, 1° 58′ 50″ E / 41.78444167°N,1.98066389°E 548.2 msnm                                                         | bé integrant del patrimoni cultural català | La Guàrdia (Calders)   | Modifica les dades a Wikidata |
|        | la Mira              | Calders  | masia        |                                                  | 41° 45′ 37″ N, 1° 57′ 14″ E / 41.7603°N,1.95376°E 347 msnm                                                                  |                                            |                        | Modifica les dades a Wikidata |
|        | la Pólvora           | Calders  | masia        |                                                  | 41° 45′ 37″ N, 1° 54′ 50″ E / 41.7602364248696°N,1.91396862861634°E                                                         |                                            |                        | Modifica les dades a Wikidata |
|        | la Vila              | Calders  | masia        | Estil: arquitectura popular                      | 41° 47′ 02″ N, 1° 58′ 36″ E / 41.783759°N,1.976586°E 497 msnm                                                               | bé integrant del patrimoni cultural català |                        | Modifica les dades a Wikidata |
|        | les Oliveres         | Calders  | masia        |                                                  | 41° 44′ 51″ N, 1° 55′ 42″ E / 41.747517330704°N,1.9284661284852°E                                                           |                                            |                        | Modifica les dades a Wikidata |
|        | les Quingles         | Calders  | masia        |                                                  | 41° 46′ 33″ N, 1° 56′ 45″ E / 41.7758189631787°N,1.94595244269877°E ca:Entre el Canadell i el Forn de Calç                  |                                            |                        | Modifica les dades a Wikidata |
|        | les Tàpies           | Calders  | masia        | Estil: arquitectura popular                      | 41° 46′ 34″ N, 1° 55′ 50″ E / 41.776072°N,1.930685°E ca:Camí que surt del km 11 de la ctra. Manresa-Moià 351.7 msnm         | bé integrant del patrimoni cultural català | Les Tàpies (Calders)   | Modifica les dades a Wikidata |

## molí d'aigua
| imatge | Nom                 | Ubicat a | instància de | Detalls                                  | coordenades                                                                        | Protecció                                  | Commons (més fotos)        | Dades a WD                    |
| ------ | ------------------- | -------- | ------------ | ---------------------------------------- | ---------------------------------------------------------------------------------- | ------------------------------------------ | -------------------------- | ----------------------------- |
|        | El Molí del Castell | Calders  | molí d'aigua | Estil: arquitectura popular 18th century | 41° 46′ 44″ N, 1° 59′ 33″ E / 41.7788°N,1.99248°E ca:Prop del riu Calders 390 msnm | bé integrant del patrimoni cultural català | Molí del Castell (Calders) | Modifica les dades a Wikidata |
|        | Molí Bellveí        | Calders  | molí d'aigua | Estil: arquitectura popular              | 41° 45′ 59″ N, 1° 58′ 50″ E / 41.766264°N,1.980495°E 361 msnm                      | bé integrant del patrimoni cultural català |                            | Modifica les dades a Wikidata |
|        | Molí del Blanquer   | Calders  | molí d'aigua | Estil: arquitectura popular              | 41° 45′ 27″ N, 1° 57′ 52″ E / 41.7574°N,1.96432°E 340 msnm                         | bé integrant del patrimoni cultural català | Molí del Blanquer          | Modifica les dades a Wikidata |

## muntanya
| imatge | Nom                | Ubicat a                     | instància de | Detalls | coordenades                                                         | Protecció | Commons (més fotos) | Dades a WD                    |
| ------ | ------------------ | ---------------------------- | ------------ | ------- | ------------------------------------------------------------------- | --------- | ------------------- | ----------------------------- |
|        | Malniu             | Calders                      | muntanya     |         | 41° 46′ 32″ N, 1° 59′ 07″ E / 41.77566667°N,1.98518889°E 544.1 msnm |           |                     | Modifica les dades a Wikidata |
|        | Turó del Jep Dó    | Monistrol de Calders Calders | muntanya     |         | 41° 45′ 42″ N, 1° 59′ 25″ E / 41.7618°N,1.99022°E 538 msnm          |           | Turó del Jep Dó     | Modifica les dades a Wikidata |
|        | la Punta del Barco | Monistrol de Calders Calders | muntanya     |         | 41° 47′ 09″ N, 2° 01′ 31″ E / 41.78576972°N,2.02530556°E 620 msnm   |           | La Punta del Barco  | Modifica les dades a Wikidata |

## serra
| imatge | Nom                            | Ubicat a                     | instància de | Detalls      | coordenades                                                         | Protecció | Commons (més fotos)   | Dades a WD                    |
| ------ | ------------------------------ | ---------------------------- | ------------ | ------------ | ------------------------------------------------------------------- | --------- | --------------------- | ----------------------------- |
|        | Carena de la Font de la Bauma  | Calders                      | serra        | Llarg: 0.7km | 41° 45′ 14″ N, 1° 58′ 59″ E / 41.75382°N,1.98302°E 613 msnm         |           |                       | Modifica les dades a Wikidata |
|        | Carena del Peter               | Calders Monistrol de Calders | serra        |              | 41° 46′ 47″ N, 2° 01′ 25″ E / 41.779843°N,2.023735°E 572 msnm       |           | Carena del Peter      | Modifica les dades a Wikidata |
|        | Serra de Salavés               | Calders                      | serra        |              | 41° 46′ 39″ N, 1° 55′ 19″ E / 41.7774°N,1.922°E 368.3 msnm          |           |                       | Modifica les dades a Wikidata |
|        | Serra de les Abrines           | Monistrol de Calders Calders | serra        |              | 41° 45′ 46″ N, 2° 00′ 09″ E / 41.762804°N,2.002619°E 613 msnm       |           | Serra de les Abrines  | Modifica les dades a Wikidata |
|        | Serrat de Montbrú              | Calders                      | serra        |              | 41° 45′ 31″ N, 1° 59′ 02″ E / 41.75850833°N,1.98388861°E 591.9 msnm |           |                       | Modifica les dades a Wikidata |
|        | Serrat de Sant Andreu          | Calders Monistrol de Calders | serra        | Llarg: 0.7km | 41° 45′ 46″ N, 2° 00′ 09″ E / 41.762819°N,2.002628°E 613 msnm       |           | Serrat de Sant Andreu | Modifica les dades a Wikidata |
|        | Serrat de la Creueta (Calders) | Calders                      | serra        |              | 41° 47′ 55″ N, 2° 01′ 22″ E / 41.79874167°N,2.02265556°E 659.2 msnm |           |                       | Modifica les dades a Wikidata |
|        | Serrat de la Tirolena          | Calders Monistrol de Calders | serra        |              | 41° 47′ 14″ N, 2° 01′ 31″ E / 41.787138°N,2.025228°E 626 msnm       |           | Serrat de la Tirolena | Modifica les dades a Wikidata |
|        | Serrat del Galobard            | Calders                      | serra        |              | 41° 46′ 05″ N, 1° 54′ 53″ E / 41.768°N,1.91469°E 357 msnm           |           |                       | Modifica les dades a Wikidata |
|        | Serrat del Vintró              | Calders                      | serra        |              | 41° 45′ 09″ N, 1° 58′ 36″ E / 41.7525°N,1.97661°E 559.1 msnm        |           |                       | Modifica les dades a Wikidata |
|        | Serrat dels Alous              | Calders                      | serra        |              | 41° 44′ 44″ N, 1° 56′ 33″ E / 41.7456°N,1.94246°E 429.3 msnm        |           |                       | Modifica les dades a Wikidata |

## Misc
| imatge | Nom                                    | Ubicat a                                                                                    | instància de                                            | Detalls                                  | coordenades | Protecció                                            | Commons (més fotos)                    | Dades a WD                    |
| ------ | -------------------------------------- | ------------------------------------------------------------------------------------------- | ------------------------------------------------------- | ---------------------------------------- | --- | ---------------------------------------------------- | -------------------------------------- | ----------------------------- |
|        | B-124                                  | Sabadell Castellar del Vallès Sant Llorenç Savall Granera Mura Monistrol de Calders Calders | carretera                                               |                                          | 41° 33′ 07″ N, 2° 06′ 23″ E / 41.552°N,2.10625°E                                                                                    |                                                      |                                        | Modifica les dades a Wikidata |
|        | Baga de Bellveí                        | Calders                                                                                     | obaga                                                   |                                          | 41° 45′ 44″ N, 1° 59′ 31″ E / 41.76216944°N,1.99184722°E Monistrol de Calders 450 msnm                                              |                                                      |                                        | Modifica les dades a Wikidata |
|        | Colònia Jorba                          | Calders Viladecavalls de Calders                                                            | nucli d'entitat singular de població colònia industrial | Estil: arquitectura popular 37 hab       | 41° 45′ 32″ N, 1° 56′ 06″ E / 41.7587776184082°N,1.9351069927215576°E ca:Accés des de la ctra. de Manresa a Moià, km, 10,8 367 msnm | bé cultural d'interès local                          | Colònia del Manganell (Calders)        | Modifica les dades a Wikidata |
|        | El Forn de calç                        | Calders                                                                                     | forn de calç                                            | Estil: arquitectura popular              | 41° 46′ 44″ N, 1° 56′ 43″ E / 41.779°N,1.94515°E                                                                                    | bé cultural d'interès local                          | El Forn de calç (Calders)              | Modifica les dades a Wikidata |
|        | El Puig de Calders                     | Calders                                                                                     | vèrtex geodèsic                                         | Alt: 1.18m                               | 41° 47′ 21″ N, 1° 59′ 27″ E / 41.789057°N,1.990729°E 568.922 msnm                                                                   |                                                      |                                        | Modifica les dades a Wikidata |
|        | Pont de Sant Amanç                     | Calders                                                                                     | pont                                                    | Hi passa: B-124                          | 41° 47′ 17″ N, 1° 59′ 57″ E / 41.788110896435°N,1.99905261619312°E                                                                  |                                                      |                                        | Modifica les dades a Wikidata |
|        | Pou de gel                             | Calders                                                                                     | pou de neu                                              |                                          | 41° 46′ 41″ N, 1° 59′ 26″ E / 41.778018°N,1.990419°E                                                                                | bé cultural d'interès local                          |                                        | Modifica les dades a Wikidata |
|        | Rajoleria de Canadell                  | Calders                                                                                     | teuleria                                                | Estil: arquitectura popular              | 41° 46′ 14″ N, 1° 56′ 48″ E / 41.770543°N,1.9468°E                                                                                  | bé integrant del patrimoni cultural català           |                                        | Modifica les dades a Wikidata |
|        | Rovira de Sant Amanç                   | Monistrol de Calders Calders                                                                | roureda                                                 |                                          | 41° 46′ 57″ N, 2° 02′ 39″ E / 41.7824138889°N,2.04405°E 605 msnm                                                                    |                                                      |                                        | Modifica les dades a Wikidata |
|        | Sant Josep de l'Angle                  | Calders                                                                                     | capella edifici religiós                                |                                          | 41° 45′ 22″ N, 1° 55′ 33″ E / 41.75618056°N,1.92578889°E                                                                            |                                                      |                                        | Modifica les dades a Wikidata |
|        | camí de Monistrol de Calders a Bellveí | Monistrol de Calders Calders                                                                | camí                                                    | Llarg: 2km                               | 41° 45′ 31″ N, 2° 00′ 10″ E / 41.7587°N,2.002797°E 41° 45′ 55″ N, 1° 59′ 06″ E / 41.765268°N,1.985065°E                             |                                                      | Camí de Monistrol de Calders a Bellveí | Modifica les dades a Wikidata |
|        | canal de la Central Elèctrica de Jorba | Calders                                                                                     | canal                                                   | Desemboca: riu Calders                   | 41° 45′ 53″ N, 1° 57′ 16″ E / 41.764615°N,1.954475°E                                                                                | bé cultural d'interès local                          |                                        | Modifica les dades a Wikidata |
|        | casa consistorial de Calders           | Calders                                                                                     | casa consistorial                                       |                                          | 41° 47′ 21″ N, 1° 59′ 30″ E / 41.7892492°N,1.9916075°E                                                                              |                                                      | Casa de la Vila (Calders)              | Modifica les dades a Wikidata |
|        | castell de Calders                     | Calders                                                                                     | castell                                                 | Estil: arquitectura popular              | 41° 46′ 50″ N, 1° 59′ 35″ E / 41.7806°N,1.99306°E ca:Accés des de la ctra. de Monistrol, km 36,5 471 msnm                           | bé d'interès cultural bé cultural d'interès nacional | Castell de Calders                     | Modifica les dades a Wikidata |
|        | creu de terme de Calders               | Calders                                                                                     | creu de terme                                           | Estil: arquitectura popular 19th century | 41° 47′ 20″ N, 1° 59′ 11″ E / 41.788971°N,1.986408°E ca:C. Manresa - c. de les Basses Roges 533 msnm                                | bé cultural d'interès local                          | Creu de terme (Calders)                | Modifica les dades a Wikidata |
|        | dolmen de Sant Amanç                   | Calders                                                                                     | dolmen                                                  |                                          | 41° 47′ 34″ N, 2° 00′ 43″ E / 41.79277778°N,2.01194444°E                                                                            | bé integrant del patrimoni cultural català           |                                        | Modifica les dades a Wikidata |
|        | la Guàrdia                             | Calders                                                                                     | nucli de població                                       |                                          | 41° 46′ 56″ N, 1° 58′ 21″ E / 41.782144594752°N,1.9724134110015°E                                                                   |                                                      |                                        | Modifica les dades a Wikidata |